# 490
Évszázadok: 4. század – 5. század – 6. század
Évtizedek: 440-es évek – 450-es évek – 460-as évek – 470-es évek – 480-as évek – 490-es évek – 500-as évek – 510-es évek – 520-as évek – 530-as évek – 540-es évek
Évek: 485 – 486 – 487 – 488 –  489 – 490 – 491 – 492 – 493 – 494 – 495

## Események

### Európa
- Itáliában Odoacer erősítést kap délről és főparancsnoka, Tufa újabb köpönyegfordításának köszönhetően (Tufa az előző évben átállt Theoderic oldalára) Faenzánál megfutamítja az osztrogótokat. Theoderic Ticinumba (Pavia) vonul vissza, ahol Odoacer blokád alá veszi.
- A háborúskodást kihasználva a Gundobad vezette burgundok Liguriát fosztogatják és elhurcolják a római lakosságot. A vandálok megszállják Szicíliát.
- II. Alaric vizigót király a szorult helyzetbe került Theoderic segítségére siet. Bevonul Itáliába, felmenti Paviát és közösen az Adda folyónál legyőzik Odoacert, aki visszavonul Ravennába. Az osztrogótok és vizigótok ostrom alá veszik a várost, de a környező mocsarak miatt az ostrom lassan halad és Ravenna a tenger felől rendszeres utánpótlást kap.
- Meghal Fravitta, Konstantinápoly pátriárkája. Utódja Euphémiosz, aki lépéseket tesz az akakioszi egyházszakadás jóvátételére: kizárólagosnak fogadja el a khalkédóni krédót, felhagy III. Péter alexandriai pátriárka (aki egyébként ebben az évben meghal) támogatásával, de elődjei (Akakiosz és Fravitta) nevét nem hajlandó kitörölni a tisztelt egyházfiakat felsoroló diptichonból. Emiatt III. Felix pápa továbbra sem hajlandó tárgyalni vele.

## Születések
- Ióannész Philoponosz, bizánci filozófus, teológus

## Halálozások
- Fravitta, konstantinápolyi pátriárka
- III. Péter alexandriai pátriárka

## Fordítás
- Ez a szócikk részben vagy egészben  a(z)   490 című angol Wikipédia-szócikk ezen változatának fordításán alapul.  Az eredeti cikk szerkesztőit annak laptörténete sorolja fel. Ez a jelzés csupán a megfogalmazás eredetét és a szerzői jogokat jelzi, nem szolgál a cikkben szereplő információk forrásmegjelöléseként.